# Прилад із зарядовим зв'язком

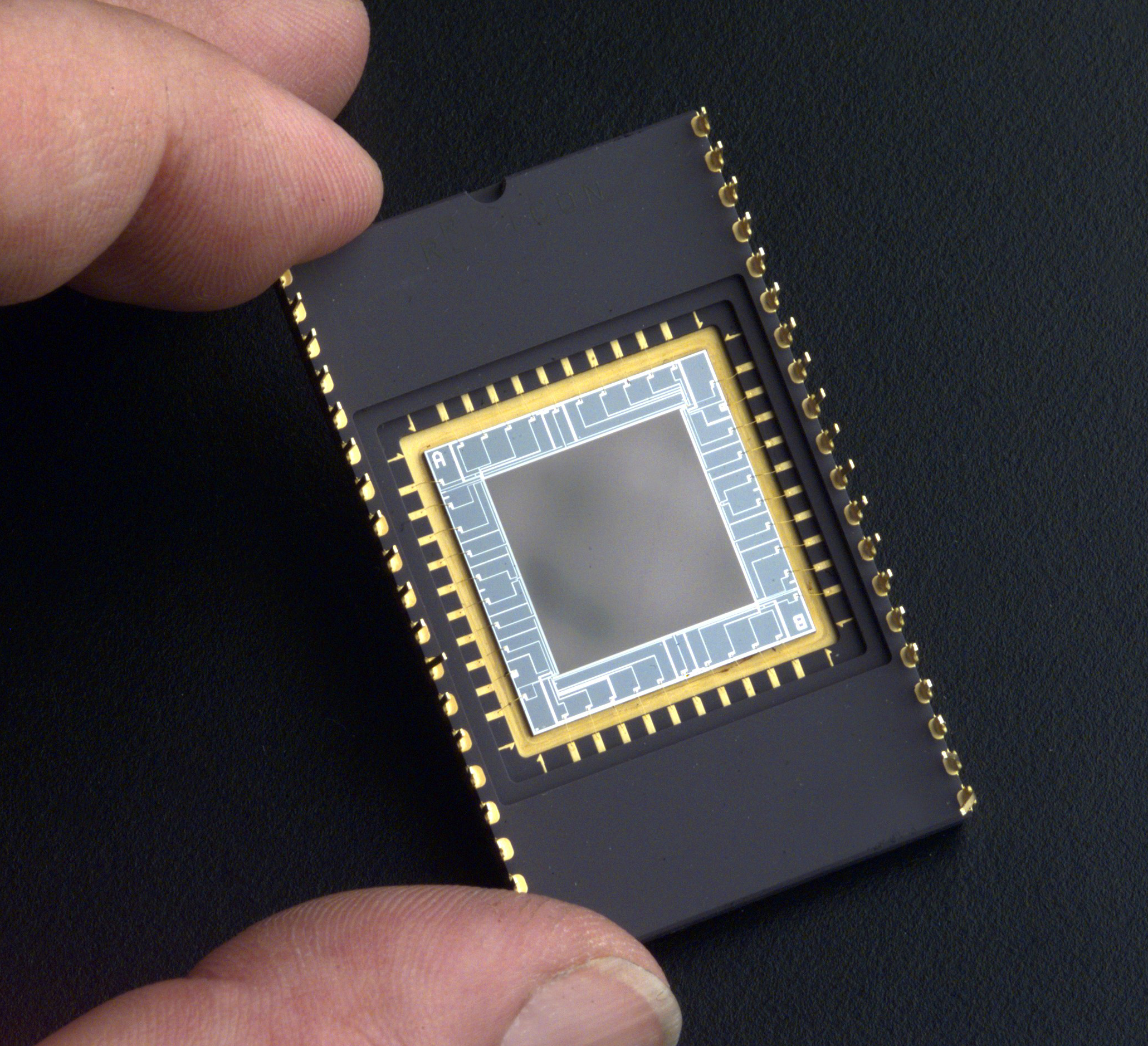
ПЗЗ-матриця для ультрафіолетового та видимого діапазонів

Прилад із зарядовим зв'язком, ПЗЗ (англ. Charge-coupled device, CCD) являє собою пристрій для руху електричного заряду, зазвичай всередині системи, до пристрою, де можна проводити якісь маніпуляції з зарядом, наприклад, оцифровувати його. Це досягається шляхом перенесення сигналів поетапно всередині пристрою. Часто в пристрій інтегрований датчик зображення, який продукує сигнал, що потім може бути зчитанний. В результаті цього ПЗЗ стали основою для створення CCD (ПЗЗ) матриць. Прилади використовуються для детектування світла (фотометрія), а також в медичних та професійних цілях, де потрібні зображення з високою роздільною здатністю.

## Переваги ПЗЗ
Використання ПЗЗ для фотометрії стало по суті унікальним. По-перше, це — двовимірний приймач, і одночасно з досліджуваним об'єктом астрономи отримують дані про велику кількість сусідніх зір, які потрібні для калібрування світності. Оскільки матриця виготовлена на основі міцного кремнієвого кристала, її часові параметри достатньо стабільні. Дуже важлива і чудова лінійність ПЗЗ. Іншими словами, число електронів, накопичене в пікселі, точно пропорційне числу фотонів, отриманих від світила, на відміну від фотоемульсій і телевізійних детекторів типу відікон. Зручність ПЗЗ для фотометрії стає очевидною у зв'язку з можливістю врахувати локальні технологічні неоднорідності в чутливості окремих пікселів при побудові матриці. На практиці це виправляється за допомогою техніки флет-поля.

## Принцип роботи ПЗЗ-матриці

Зарядові пакети (електрони — позначені блакитним кольором) збираються в потенціальних ямах (позначені червоним кольором). Потенціальні ями створюються подачею позитивної напруги на керуючий електрод. Керуючи напругою можна переміщати заряд уздовж ланцюжка.

У загальному вигляді конструкція ПЗЗ-елемента має такий вигляд: до кремнієвої підкладки p-типу додаються канали з напівпровідника n-типу. Над каналами створюються електроди з полікристалічного кремнію, вкриті ізолюючим прошарком з оксиду кремнію. Після подачі на такий електрод електричного потенціалу в збідненій зоні під каналом n-типу створюється потенціальна яма, яка призначена зберігати електрони. Фотони, що проникають в кремній, призводять до генерації електронів, які притягаються потенціальною ямою і залишаються в ній. Чим яскравіше світло, тим більше фотонів, а отже і більший заряд ями. Потім треба зчитати значення цього заряду, який називається фотострумом, і підсилити його.
Зчитування фотострумів ПЗЗ-елементів здійснюється так званими послідовними регістрами зсуву, які перетворюють рядок зарядів на вході в серію імпульсів на виході. Дана серія є аналоговий сигнал, який надалі надходить на підсилювач.
Таким чином, за допомогою цього регістра можна перетворити сигнал рядка з ПЗЗ-елементів в аналоговий сигнал. Фактично послідовний регістр зсуву в ПЗЗ-матрицях реалізується за допомогою тих же самих ПЗЗ-елементів, об'єднаних в рядок. Робота такого пристрою базується на здатності приладів із зарядовим зв'язком (саме це позначає абревіатура ПЗЗ) обмінюватися зарядами своїх потенціальних ям. Обмін здійснюється завдяки наявності спеціальних електродів переносу (transfer gate), розташованих між сусідніми ПЗЗ-елементами. При подачі на найближчий електрод більшої напруги(більшого потенціалу) заряд «перетікає» з потенційної ями під електрод. Між ПЗЗ-елементами можуть розташовуватися від двох до чотирьох електродів перенесення, від їх кількості залежить «фазність» регістра зсуву, який може бути двофазним, трифазним або чотирьохфазним.
Подача потенціалів на електроди перенесення синхронізована таким чином, що переміщення зарядів потенціальних ям всіх ПЗЗ-елементів регістра відбувається одночасно. І за один цикл перенесення ПЗЗ-елементи ніби «передають по ланцюжку» заряди зліва направо (або ж справа наліво). А крайній ПЗЗ-елемент віддає свій заряд пристрою, розташованого на виході регістра — підсилювачу.
У цілому послідовний регістр зсуву є пристроєм з паралельним входом і послідовним виходом. Тому після зчитування всіх зарядів з регістра є можливість подати на його вхід новий рядок, потім наступний і таким чином сформувати неперервний аналоговий сигнал на основі двовимірного масиву фотострумів. Своєю чергою, вхідний паралельний потік для послідовного регістра зсуву (тобто рядки двовимірного масиву фотострумів) забезпечується сукупністю вертикально орієнтованих послідовних регістрів зсуву, яка називається паралельним регістром зсуву, а вся конструкція в цілому якраз і є пристроєм, що має назву ПЗЗ-матриці.
«Вертикальні» послідовні регістри зсуву, що формують паралельний, називаються стовпцями ПЗЗ-матриці, і їх робота повністю синхронізована. Двовимірний масив фотострумів ПЗЗ-матриці одночасно зміщується вниз на один рядок, після того як заряди попереднього рядка, що розташований на найнижчому рівні послідовного регістра зсуву пішли на підсилювач. До звільнення послідовного регістра паралельний змушений простоювати. Сама ж ПЗЗ-матриця для нормальної роботи обов'язково повинна бути підключена до мікросхеми (або їх набору), що подає потенціали на електроди як послідовного, так і паралельного регістрів зсуву, синхронізуючи роботу обох регістрів. Також потрібен тактовий генератор.

## Спектральна чутливість ПЗЗ
Область спектральної чутливості ПЗЗ приймачів займає значну частину оптичного діапазону, від ультрафіолету до ближнього інфрачервоного випромінювання. Для ІЧ випромінювання з довжиною хвилі більшою ніж 1100 нм енергії одного кванта недостатньо щоб перевести один електрон в збуджений стан. Для ІЧ випромінювання структура метал-оксид-напівпровідник прозора. При використанні ПЗЗ у фотометрії особливо популярний діапазон 400 — 1050 нм. В максимумі спектральної чутливості ПЗЗ матриці мають квантовий вихід близько 90%, а в середньому у всьому діапазоні спектра чутливість сягає 50-60%. Тоді як квантова ефективність популярного радянського фотоелектронного помножувача ФЕП-79 становить всього 9%.

## Застосування ПЗЗ в астрономії
З англійської flat — це ділянка, рівень, плоский. Ідея наступна: в робочій комбінації матриця + телескоп одержують фотографію рівномірно сірого поля (це може бути просто лист білого паперу, освітлений розсіяним світлом, або ділянка нічного неба без зір). Надалі комп'ютер може врахувати перепади яскравості на поверхні кадра, і підкорегувати кінцевий знімок. Крім того, великою перевагою використання такого режиму є можливість врахування неправдоподібних фотометричних неоднорідностей, які вносить оптична система телескопа.